# Казарре, Жулиану
Жулиа́ну Казарре́ (порт. Juliano Cazarré; род. 24 сентября 1980, Пелотас, Бразилия) — бразильский актёр и писатель.

## Биография
Родился 24 сентября 1980 года в Пелотас (Бразилия). Сын детского писателя и журналиста — Лоуренсу Казарре, лауреата премии Jabuti 1998 года. Окончил курс сценического искусства в Университете Бразилиа, а затем играл в театре под руководством Хьюго Родаса.
Его дебют на ТВ произошёл в 2008 году в сериале «Алисе/Alice», где его герой — сотрудник финансовой компании осуществил свою заветную мечту и стал DJ.
В 2011 году Жилберто Брага приглашает актёра в 9-часовую новеллу «Безрассудное сердце», где он исполнил роль Измаэла. После этой работы он стал известным в Бразилии и был привлечён к съёмкам «Проспект Бразилии», в котором сыграл Адауту, за него он получил престижные премии.
В 2013 году он начал сниматься в «Любви к жизни», его партнёршей выступила Паола Оливейра. В настоящее время приступил к съёмкам в сериале «Правила игры» Жуана Эмануэла Карнейру.

## Личная жизнь
Женат, супруга Летисия Бастуш (с 2011) работает биологом. У пары есть двое сыновей — Висенте (2010 г.р.) и Инасиу (2012 г.р.).

## Фильмография
- Antônia Bandido (2005)
- Алиса / Alice … Théo (Teobaldo) (2008)
- Закон силы / Força-Tarefa … Cabo Irineu (2009—2011)
- Звук и ярость / Som & Fúria … Cléber (2009)
- Горожанки Рио / As Cariocas … Paulão (2010)
- Пощечины и поцелуи / Tapas & Beijos … Tatuador (2011)
- Безрассудное сердце / Insensato Coração … Ismael Cunha (2011)
- Проспект Бразилии / Avenida Brasil … Adauto (2012)
- Любовь к жизни / Amor à Vida … Joaquim Roveri (Ninho) (2013)
- Правила игры / A Regra do Jogo … Mário Sérgio (MC Merlô) (2015)
- Неоновый бык / Boi Neon (2015)
- Реал: План, который изменил историю  / Real: O Plano por Trás da História (2017)
- Шоу Мистико / O Grande Circo Místico (2018)
- Pluft, o Fantasminha (2018)
- Аврора / Aurora (2018)
- Dentes (2019)